# Acetabulastoma californica
Acetabulastoma californica är en kräftdjursart som beskrevs av Watling 1972. Acetabulastoma californica ingår i släktet Acetabulastoma och familjen Paradoxostomatidae. Inga underarter finns listade i Catalogue of Life.